# Fauna hadal
La fauna hadal o fauna hadopelágica hacen referencia a todos aquellos peces que viven a más de 6.000 metros de profundidad, la denominada en oceanografía como zona hadal. Son más bien pocos, unas 100 veces menores que en la llanura abisal. Se componen de peces especiales, microbacterias y organismos xilófilos (que comen madera).

## Animales
En su mayoría son los denominados peces rata, también hay ofiuros (parientes de las estrellas de mar), hay organismos bénticos, como algunas medusas y algunos pepinos de mar. 
Existen también peces cartilaginosos y especies como el pulpo dumbo, que vive a 5000 metros, casi en la zona hadal. Existen algunos calamares y pulpos pelágicos del ártico que viven a estas profundidades, pero la mayoría son especies desconocidas.

## Plantas
A estas profundidades solo llega la madera pútrida de la que se alimentan los organismos xilófilos, pues hay una oscuridad total que impide la fotosíntesis y solo han llegado pocas personas, lo que dificulta la afirmación de ciertos casos.

## Luz
La bioluminiscencia animal, producida por animales, emite dos tipos de luz:
- Luz fría: Es la emitida por la gran mayoría de peces hadales. Suele ser de color azul o azul verdoso. Se utiliza para cazar.

- Luz cálida: Es la emitida por ciertas especies de peces de las profundidades. Tiene tonalidad roja, amarillenta o amarilla, aunque la mayoría sirve para cazar, la última no se sabe para que sirve.